# 植草貞夫
植草 貞夫（うえくさ さだお、1932年9月29日 - ）は、日本のアナウンサー。元・朝日放送（ABC）アナウンサーで、同社からの定年退職（1992年）後も、個人事務所の（植草貞夫事務所・オフィスSARAH）代表を務めながら、フリーアナウンサーやスポーツコメンテーターとして2010年代の初頭まで活動していた。

## 来歴・人物
東京府東京市の出身で、東京都立墨田川高等学校から早稲田大学へ進学。大学卒業後の1955年に、アナウンサーとして朝日放送に入社した。入社時点の朝日放送はラジオ単営局であったが、テレビ単営局の大阪テレビ放送との合併によって、入社直後の6月1日付でテレビとの兼営局として再スタートを切った。朝日放送アナウンサーとしての同期に田村安起と矢代清二、他の職種で採用されていた同期の社員に山内久司と澤田隆治と槇洋介などがいる。
朝日放送では、テレビ・ラジオともスポーツ中継の実況を長らく担当。若手アナウンサー時代に大相撲（例年3月に大阪で開催される春場所）の取組中継で「制限時間中に静寂を保ったうえで立合いから言葉を一気に畳みかける」という実況のスタイルを確立していたことを背景に、全国高等学校野球選手権大会の実況中継で数々の名言を残している。特に決勝戦では、ミュンヘンオリンピックの民放共同制作体（現・ジャパンコンソーシアム） へ派遣された関係で開会式から3回戦までしか担当できなかった1972年を除いて、1960年（ラジオ）から1988年（テレビ）まで延べ28年にわたって実況を務めた。1976年には、JNN・JRN系列局所属の優秀なアナウンサーに贈られるアノンシスト賞で、第2回のグランダ・プレミオ（年間大賞）を受賞している。
日本シリーズでは、1985年の阪神タイガース対西武ライオンズ戦（阪神甲子園球場での第4戦）において、テレビ朝日系列向けの全国中継で実況を担当。その他にも、テレビで『おはよう朝日です 土曜日です』のスポーツキャスター、ラジオで『ナイター一番乗り』（プロ野球シーズン）、『草やん悠さんのがんばれタイガース』『植草貞夫のプロ野球スニーカー』『貞夫・雅人のスポーツタイム』（いずれもプロ野球オフシーズン）などのパーソナリティを務めていた。
オリンピック中継では、前述のミュンヘン大会のほかに、1964年の東京オリンピックでも民放選抜のアナウンサーとして実況を担当。陸上男子100mの実況では、「黒い弾丸! ボブ・ヘイズ!」と表現しながら、ヘイズの金メダル獲得の瞬間を伝えた。
朝日放送を1992年に定年で退職してからも、同局の専属キャスターとして、1998年まで全国高等学校野球選手権大会中継の実況を継続。朝日放送との専属契約期間を満了してからは、フリーアナウンサーとして、全国高等学校野球選手権地方大会中継の実況を岐阜放送などで担当した。また、1994年から2008年までの14年間にわたって、サンテレビで冠番組『植草貞夫のゴルフ交遊録』のホストを担当。阪神タイガースの選手・OBなどとゴルフのラウンドを回るかたわら、アナウンサーとしての経験を基にさまざまな話を聞いていた。さらに、2007年10月1日から半年間にわたって、ラジオ関西で『植草貞夫の青い空・白い雲』のパーソナリティを担当。高校野球やタイガースの話題でスポーツ番組・雑誌に「コメンテーター」として登場したほか、全国各地で講演活動を展開していた。
2010年から2012年まで日本女子プロ野球公式戦の場内実況を担当していたが、アナウンサーとしては2013年頃に引退。2019年に階段で足を捻った影響で骨折してからは車椅子での生活を余儀なくされていて、2022年からは神戸市内の老人ホームで暮らしている。その一方で、2023年には『熱闘甲子園』（朝日放送→朝日放送テレビとテレビ朝日の共同制作による全国高等学校野球選手権大会のダイジェスト番組）のPR動画に登場。この動画では、「朝日放送のアナウンサー時代に阪神甲子園球場の放送席で大会の実況に臨む姿が写っているアーカイブ映像に、車椅子姿での近影を収めた肉声入りの新録映像を組み合わせる」という演出が施されていた。
また、2023年11月17日に三才ブックスから発売された『ABCラジオ本』（朝日放送ラジオの公式書籍）の第2章「野球実況の深淵がここに!」には、同年に植草が91歳で臨んだ伊藤史隆・中邨雄二（いずれも朝日放送テレビのシニアアナウンサー）との鼎談が収められている。伊藤・中邨は1985年に朝日放送（旧法人）へ入社した後に、1987年から（60歳の定年をはさんで）プロ野球・高校野球の中継で実況を担当しているが、この鼎談では2人とも植草との接点がほとんどなかったことが明かされている。ちなみに、2人が入社した1985年度時点での植草の肩書は「朝日放送スポーツ局次長プロデューサー兼アナウンス部員」で、本人によれば「植草を探すには甲子園（球場）かゴルフ場」と呼ばれるほどアナウンス部にほとんど姿を見せていなかったという。

## 家族・親族
朝日放送のアナウンサーだった妻（1998年に死去）との間に3男1女を授かっているが、長女を生後75日で亡くしている。
長男の結樹は長崎放送 → テレビ大阪、三男の朋樹はRKB毎日放送 → テレビ東京で、貞夫と同様にスポーツアナウンサーとして長らく活躍。2021年開催の2020東京オリンピックでは、朋樹がテレビ中継の実況要員としてテレビ東京からジャパンコンソーシアムへ派遣されたため、日本の放送局に勤務するアナウンサーとしては初めて「親子2代にわたる東京オリンピック中継の実況」に至った。また、結樹がテレビ大阪・朋樹がテレビ東京へ移籍してからは、テレビ東京系列のプロ野球中継で「兄弟共演」が何度も実現している。
二男の裕樹はPL学園高校硬式野球部のOBで、実父が代表を務める「アノンシスト企画」→オフィスSARAH（植草貞夫事務所）の代表取締役だった。
孫（結樹の息子）は沖縄テレビアナウンサーの植草凛とRKB毎日放送アナウンサーの植草峻で、2人ともスポーツ中継を担当している。

## 高校野球テレビ中継での実況における名言集
- 「青い空、白い雲…」: 試合前の決まり文句で、野球実況を引退した後にレギュラーで出演していたラジオ番組や、引退後に刊行された著書のタイトルにも使用。
- 「甲子園球場に、太陽が戻ってきました」: 第57回大会 ※この大会は雨天続きで5日間の順延だった。
- 「大会は終わりました! 青春のドラマの終幕!」: 第57回大会 決勝・習志野（千葉） VS 新居浜市商（愛媛）
- 「戦いは終わった! 甲子園の夏は終わった! 3対2、PL学園初優勝!!」: 第60回記念大会 決勝・高知商（高知） VS PL学園（大阪）
- 「打ち上げた! レフトへ飛んだ! これも大きい〜! レフトバック、なおバック、ず〜〜っとバックだー! ホームラ〜〜ン! 甲子園球場に奇跡は生きています!」: 第61回大会 3回戦・箕島（和歌山） VS 星稜（石川） ※実際にはハイライト番組（現在の『熱闘甲子園』）内で放送。
- ｢これで腕が痛いのか? ホームラン! お医者さん『無理するなよ』。はい、わかりました。その答えがホームラン! 怪物ドカベンホームイン!」: 第61回大会 準々決勝・浪商（大阪） VS 比叡山（滋賀） ※その前に自打球を当てるも痛みを全く感じさせない特大ホームランを打ったドカベン香川に対してあえて"怪物"と称した。
- 「川戸、3年間の努力が今実りました!」: 第62回大会 決勝・横浜（神奈川） VS 早稲田実（東東京）※エース愛甲猛の控えだった川戸浩（卒業後も日産自動車でプレーを続けた右投手）がリリーフで好投して優勝投手となったことに対して。
- 「初球でやりました! 初球に全てを賭けました報徳学園!」：第63回大会 決勝・報徳学園（兵庫） VS 京都商（京都）※0対0で迎えた7回裏、初球スクイズを見事に決めて先制点を上げた報徳学園に対して。
- 「第64回を迎えました夏の甲子園。幾多の名投手・大投手が、この完全試合という記録に挑んできましたが、誰一人その記録を達成した選手はいません。」: 第64回大会  1回戦・佐賀商（佐賀） VS 木造（青森）※完全試合達成間近の佐賀商・新谷博に対して（その後、死球を与えノーヒットノーランにとどまる）。
- 「荒木大輔、鼻つまむ!」: 第64回大会 準々決勝・早稲田実（東東京） VS 池田（徳島）
- 「59歳蔦（文也） 監督の青春!」: 第64回大会 決勝・広島商（広島） VS 池田（徳島） 池田優勝決定の瞬間に。
- 「さぁ～上がった! 上がったぁ～～!! ホームラァ～～～ン!!! 攻めダルマ!」 第65回大会 準々決勝・池田（徳島） VS 中京（愛知）※9回表勝ち越しホームランを放った池田・高橋勝也に対して。
- 「大きく上がった～! レフトは見上げるだけだ～! 真っ白いスタンドだ～! ホームラァーン!! （中略）背番号1の水野（雄仁） が、背番号11の桑田（真澄） に打たれました。」: 第65回大会 準決勝・PL学園（大阪） VS 池田（徳島）※阿波の怪童といわれた水野が、1年生の桑田にレフトスタンド中段まで運ばれるホームランの場面は衝撃的で、レフトを守っていた吉田衝（卒業後も電電四国でプレー）は追うこともなく打球の行方を見守るだけだった。
- 「水野、自分がいつもやっている事を今日は相手にやられてしまいました。」: 同上※当時、猛打をほしいままにしていた池田のエース水野が不調でPL学園打線に打ち込まれる姿を見て。
- 「三浦の執念! 執念だ!」：第65回大会 決勝・PL学園（大阪） VS 横浜商（神奈川）※3点ビハインドの最終回2アウトから、センターオーバーの二塁打を放って意地を見せた横浜商のエース三浦将明に対して。
- 「レフトへ飛んだ! レフトへ飛んだ!! レフトへ飛んだぁ～～～～!!! 同点!!!! 昭和53年の逆転PL！ あれ以来伝統は生きています」: 第66回大会 決勝・取手二（茨城） VS PL学園（大阪）※9回裏同点ホームランを放ったPL学園・清水哲（同志社大学）に対して。
- 「打ち上げた! これもレフトへ上がった! これも大きいぞ! これも大きいぞ! こ～～れもホームランになるのかぁ～～! なったぁ～!!! スタンドォ～～～! ホームランにはホームラン!!」: 同上※10回表勝ち越し3ランホームランを放った取手二・中島彰一（東洋大→住金鹿島）に対して。
- 「さぁ～～～～～～打った! センターの藤井（進） のところに飛んだ! 藤井が見上げているだけだ! ホームランか、ホームランだ! 恐ろしい! 両手を挙げた! 甲子園は清原（和博） のためにあるのか!!」: 第67回大会 決勝・宇部商（山口） VS PL学園（大阪）
- 「セカンドの右を抜いた! センターの右だ! 打球が転がっていく、ランナーは3塁を回った!! PL学園が、勝ったぁぁ～～～～～～!!!!!!! 85年の夏はPL学園が制しました!! キャプテン松山、素晴しい打球をセンターの右に打ちました。奇跡のPL学園、今年も生きていました!! そして、桑田、清原、3年の夏を締めくくりました!!!」：同上※9回裏優勝を決めるサヨナラタイムリーを放ったPL学園・松山秀明に対して。
- 「甲子園は魔物!」：第69回大会 1回戦・徳山（山口） VS 東海大山形（山形）※9回表2アウト三塁から、ピッチャーゴロを処理した温品浩（青山学院大学）の一塁高投により、東海大山形が同点に追いついた場面で。
- 「ノーヒットノーラン目前、しばらくはマウンド上の杉内（俊哉） に注目したいと思います。お許し願いたいと思います。」: 第80回記念大会 1回戦・鹿児島実（鹿児島） VS 八戸工大一（青森）

といった様々な名言を残し、高校野球ファンの支持を集めた。彼が44年間のなかで実況できなかった大物選手といえば江川卓と松坂大輔ぐらいである。
また、1992年第74回大会・星稜（石川） VS 明徳義塾（高知）戦の中継では、「（当時の）高校球界屈指の強打者」と目されていた松井秀喜（星稜の4番打者）が馬淵史郎（明徳監督）の「作戦」によって全打席（5打席連続）で敬遠四球を受けたシーンを「勝負（は）しません!」という一言で伝えた。この中継では松岡英孝（元・北陽高校監督）を「お客様」（解説役）に迎えていたが、高知県出身の松岡が「高知の野球はこんなんちゃう（同じ打者との勝負を立て続けに敬遠するようなものではない）。（明徳の投手はどうか松井と）勝負して欲しい」という本音を繰り返し口にしていたのに対して、植草は第三者の立場からの実況に徹していた。ちなみに伊藤は、朝日放送（テレビ）社内のアナウンサー研修で講師を務めた際に、このシーンを収録した映像を「教材」に使用。一方の植草は、伊藤・中邨との鼎談へ臨んだ際に、「（馬淵の作戦に対して個人的に）言いたいことはいっぱいあったが、実際に（その作戦に沿って松井と）勝負していない以上、『勝負はしません!』としか言い様がなかった」と告白している。なおこの試合の中継は1991年10月1日に開局した石川県の北陸朝日放送でも放送されていた。冒頭で植草は『北陸朝日放送をご覧の皆様、こんにちは』とあいさつしていたが、放送終了前に『北陸放送をご覧の皆様とはここでお別れです』と誤ってコメントしていた。
このような「名言」の下地は、若手アナウンサー時代に大相撲中継で培った実況のスタイル（前述）にある。植草が朝日放送の高校野球中継で実況を担当していた時期には、（同社が所在する）関西より西の地方の放送局に勤務するアナウンサーがスポーツ中継で実況へ臨む際に、植草のスタイルをこぞって踏襲していたという。その一方で、サッカーやバレーボールの中継では、植草が実況の担当を中村哲夫（3歳年下のスポーツアナウンサー）に譲ることが多かった。現に、植草は中村が2015年に永眠してから、「自分は大上段に振りかぶって実況するタイプで、『野球の実況では哲ちゃん（中村）に負けない』という自信もあった。哲ちゃんは目の前で起きていることを淡々と正確に実況するタイプだったので、サッカーやバレーボールの実況については、『（中村に）勝てない』との思いから担当をあえて避けていた」と述懐している。
尾藤公（元・箕島高校監督）を「お客様」に迎えた1998年の第80回記念大会3回戦第1試合（8月19日・大会14日目）の智弁和歌山（和歌山） VS 豊田大谷（東愛知）戦テレビ中継をもって、朝日放送制作の（プロ野球を含む）野球中継の実況から引退。「残念ながら今日は見ることは出来ませんでしたが、『青い空・白い雲』を私の心の中にしまって44年間の実況を終了したいと思います。ありがとうございました」というコメントで実況生活を締めくくった。本人は「この大会で最後に実況を担当する試合を『野球アナウンサーとしての決勝戦』と位置付けていた」とのことだが、後に『朝日新聞』からの取材を受けた際に、大会の前に妻を亡くしたことが引退のきっかけになったことを明かしている。

## 阪神タイガースとのかかわり
朝日放送がプロ野球では阪神タイガースの試合を多く中継したことから、阪神タイガース戦に欠かせないアナウンサーの一人としても有名であった。
1962年セ・パ2リーグ制後、初めて優勝を決めた試合ではテレビで実況を務めたが、1964年の2度目の優勝時は、前述の東京五輪実況に携わったため、五輪開催間際と重なり、実況できなかった。
1973年10月22日に甲子園球場で行われた、「勝った方が優勝」という阪神タイガース対読売ジャイアンツ戦のシーズン最終戦でテレビの実況を担当したが、阪神の惨敗ぶりに7回あたりから放送席にまで暴徒と化した観衆がものを投げ込んだりするようになり（植草によるとほうきまで飛んできたという）、「ABCは勘弁したろか」という周囲の心あるファンが毛布などでバリケードを作ってくれたおかげでかろうじて放送できたエピソードがある。
その後、長らく阪神が優勝から遠ざかった時代には「架空優勝実況」をいくつか吹き込んでいる。こうした架空実況は当時評論家で、キー局・テレビ朝日の解説者だった野村克也から批判されたりもして、本人も「本当の優勝実況が一番です」と語っていた。
1985年4月17日の甲子園球場での読売ジャイアンツ戦での伝説の「バックスクリーン3連発 (ランディ・バース、掛布雅之、岡田彰布) の実況を担当していた。3選手のホームランの際、バースの時は「センターへ持ってったぁー! センターが下がった、下がったぁ、下がったぁーー! 逆てぇーん!! 今シーズンの第1号はバース、逆転3ラン!! センターのバックスクリーンに飛んでいきました! バースは狙っていたのか、無心にセンターにはじき返したのか、一発に泣いた槙原!」、掛布の時は「こぉーれもセンターだ! クロマティはー、追わないっ! 昨日に続いて（今シーズン）第2号! バース、掛布爆発! 甲子園球場は大歓声! いやぁ、嬉しそう、嬉しそう」、岡田の時は「センターへ! こぉーれも行くのか? こぉーれも行くのか? こぉーれも行ったー! 今シーズンの第1号! 甲子園球場はもうお祭りです、甲子園はお祭りです!! そして、三塁側のスタンドから空き缶が投げられています!」と実況している。解説は藤田平。
そして、1985年10月16日、21年ぶりの優勝を決めたヤクルトスワローズ対阪神タイガース戦の実況（ラジオ）を担当し、1962年以来の優勝実況が実現した。優勝の瞬間の言葉をいろいろ考えていたが、結局出てきたのは「1985年度ペナントレース、阪神タイガースが制しました」という、アナウンサーらしい冷静な言葉であった。なお日本一を決めた11月2日の西武ライオンズ戦（西武ライオンズ球場）はテレビ・ラジオとも放映権の都合上実況できなかった。
阪神のバッターがいい打球をかっ飛ばすと「さぁー」や「こぉーれもいくのかぁー?」と絶叫することが多かった。
一方、阪神ファンの応援の代名詞であるジェット風船については、実況の中で「（試合中に）こういうのを飛ばされると、試合進行の妨げとなるので、是非とも止めて頂きたい」と批判的なコメントをしたことがある。

## 出演番組

### ラジオ番組
- スポーツ・スポーツ・スポーツ

## 著書
- 「球児たちよ 永遠（トワ）に-PL学園野球 その強さの秘密」（芸術生活社、1984年1月）
- 「青い空白い雲-甲子園高校野球放送42年」（講談社、1999年3月）

## レコード・カセットテープ
- 「トラトラ・マーチ」（1982年）
- 「吠えろ! 若トラ」（1983年）
  - ともに日本コロムビア。間奏中に植草の架空実況が織り込まれている。
- 「架空実況中継 阪神タイガースが優勝した日」（1983年）
  - アポロン音楽工業。カセットテープで発売。
  - 「阪神タイガース対読売ジャイアンツ戦で掛布が江川からサヨナラ満塁ホームランを打ち、阪神がリーグ優勝を決める」という内容[18][19][20]。植草が架空実況を担当している[18][19][20]。
  - ヒットを記録し[18][20][21]、制作を担当した篠木雅博の記憶によれば5万本以上売れたとのこと[20]。約7万枚とも[22]。